# ماثيو فوكس
ماثيو فوكس (بالإنجليزية: Matthew Fox)‏، ممثل أمريكي المولد والنشأة من مواليد 14 يوليو 1966، كانت والدتة معلمة اقتصاد منزلي وكان والده يربي البقر والجواميس ويزرع الشعير لإنتاج البيرة.

## تعليمه
أنهى دراسته الثانوية ثم دخل اكاديميه Deerfield في ماساتشوستسودرس عام كامل بكل المقررات ثم بعد ذلك قبل عن طريق الوساطة في جامعة كولومبيا حيث لعب كرة القدم وفشل فيها لدرجة أنه دائماً ما يوضع في موقع حارس المرمى، وتخصص في الأقتصاد بطموح ان ينتهي به المطاف في وول ستريت، ولكنه كان سبباً في إفلاس كثير من الشركات والمؤسسات.
تخرج من جامعة كولومبيا في عام 1989 وحصل على شهادة البكالوريوس في الاقتصاد بعد معاناة وجهد جهيد.
درس لمدة سنتين في مدرسة للسينما والتلفزيون في مدينة نيويوركو قبلوه فناناً لمجرّد كونه يشبه أبطال الأفلام والمسلسلات من ناحية ملامح الوجه والتعابير الحركية.

## حياته المهنية

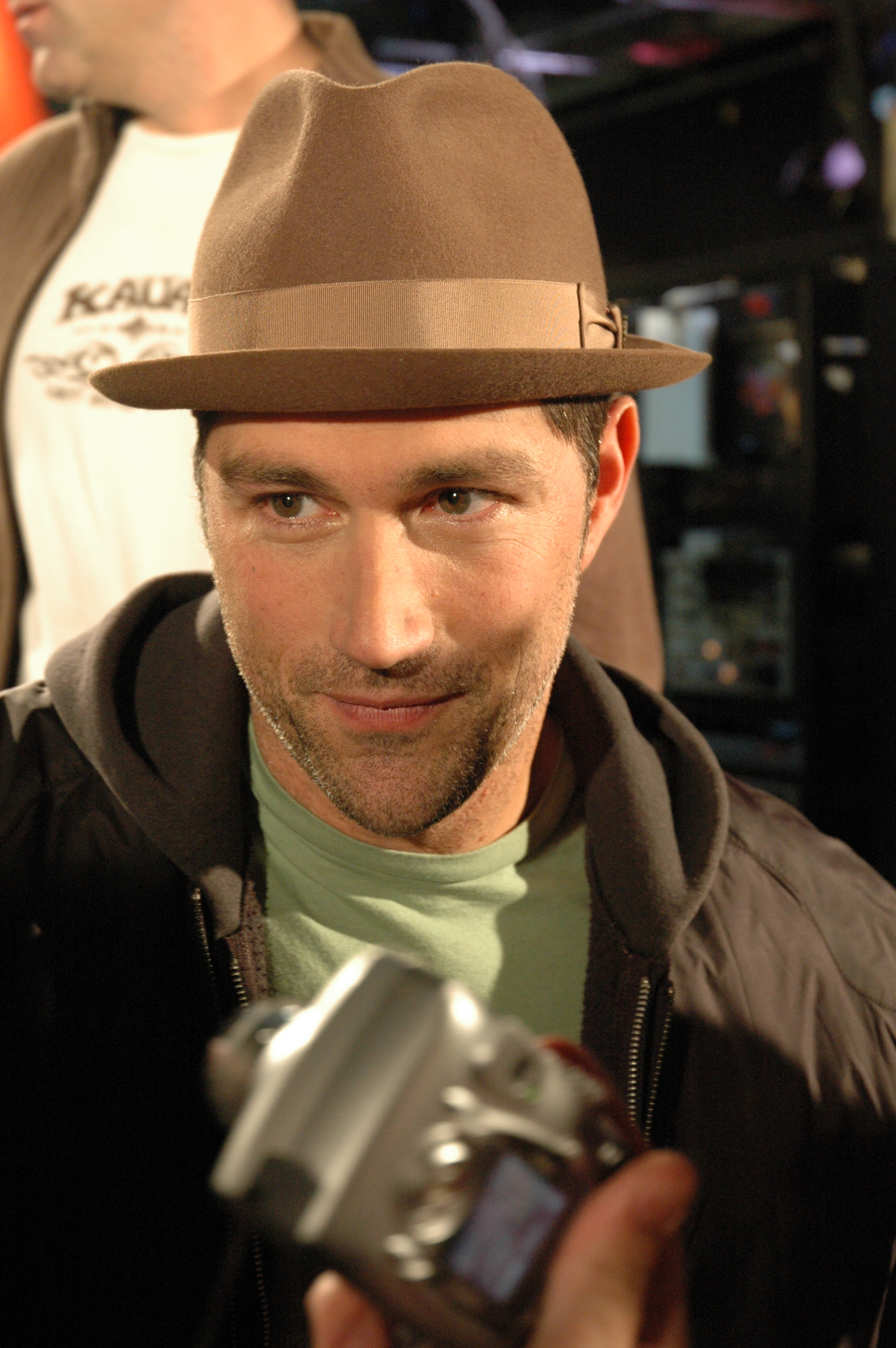
فوكس في مؤتمر لـCitytv في تورونتو خلال، 6 ديسمبر 2006

دخل الفن بعد ماإقترحت علية والدة صديقته أن يقدم إعلانات للتلفزيون. وقال انه بعد فترة وجيزة تم بيعها على العمل.
كان أول ظهور له في مسلسل (Wings) وقدم أول بطولة لة في التسعينات وقدم دور البطريرك تشارلي سالينغر في مسلسل (PARTY OF FIVE) وقد شاركة البطولة كل من (Neve Campbell) و(Scott Wolf) واكتسب شهرة واسعة مؤخرا بعد بطولتة لدور الطبيب جاك بالمسلسل لوست من إنتاج (abc)
دراسة لمدة سنتين في مدرسة للسينما والتلفزيون في مدينة نيويورك. والان يعتبر من أشهر ابطال المسلسل لوست

## الحياة الشخصية
التقى فوكس زوجته مارغريتا رونتشي، في الجامعة وتزوجا بعد فترة وجيزة في عام 1992. لديهم طفلان، ابنة اسمها كايل وابنا اسمه بايرون.
فوكس هو مصور شديد. حصل على مكافأة التي تم إصدارها مع السلسلة الأولى الكاملة من لوست يتضمن ميزات "فن ماثيو فوكس"، والتي تبين الصور توليه من المشاركين بها وافراد الطاقم بينما كان في المجموعة.

## حياته العائلية

### زوجته
- مارغيرت رونشي (تزوجا عام1991)

### ابنائة
- ابنة كايل فوكس (ولد في 1998)
- ابن فوكس بايرون (ولد في 2001)

## الخلافات والقضايا القانونية
في 28 أغسطس 2011، أفادت التقارير أن فوكس قد لكم سائقة حافلة (أنثى) في الصدر ومنطقة الحوض بعد أن حاول الصعود إلى طرف حافلة محجوز لطرف البكالوريوس الخاص خارج ملهى كريستيز في كليفلاند، أوهايو. في 16 سبتمبر 2011، وأعلنت المتحدثة باسم مدينة كليفلاند أن المدعين العامين قرروا عدم توجيه الاتهام لـ فوكس. وقد رفعت دعوى مدنية تتعلق بالحادث المزعوم.
في 6 مايو 2012، ألقي القبض على فوكس بتهمة القيادة تحت تأثير الكحول في ولاية أوريغون. اقتيد إلى الحجز وأفرج عنه في نفس اليوم. في 1 يونيو 2012، دخل محامي فوكس التماس من أي مسابقة لتهمة واحدة من وثيقة الهوية الوحيدة في مقاطعة ديشوتيس دائرة المحكمة، وذكر أنه سينتقل إلى الأمام مع برنامج تحويل لتجنب اتهامات جنائية.

## الجوائز والترشيحات
| السنة | اسم جائزة                                          | فئة جائزة                                                                                   | عنوان العمل | نتيجة |
| ----- | -------------------------------------------------- | ------------------------------------------------------------------------------------------- | ----------- | ----- |
| 2005  | Satellite Awards                                   | Satellite Award for Best Actor in a Television Drama Series                                 | الضياع      | فاز   |
| 2005  | Academy of Science Fiction, Fantasy & Horror Films | Best Actor on Television                                                                    | الضياع      | ترشح  |
| 2005  | Peoples Choice Awards                              | Favourite Male Television Star                                                              | الضياع      | ترشح  |
| 2005  | Teen Choice Awards                                 | Choice TV Actor - Action/Adventure                                                          | الضياع      | ترشح  |
| 2005  | Teen Choice Awards                                 | Choice TV Chemistry (shared with Evangeline Lilly)                                          | الضياع      | ترشح  |
| 2005  | Television Critics Association Awards              | Individual Achievement in Drama                                                             | الضياع      | ترشح  |
| 2006  | Academy of Science Fiction, Fantasy & Horror Films | Best Actor on Television                                                                    | الضياع      | فاز   |
| 2006  | National Television Awards                         | Most Popular Actor                                                                          | الضياع      | ترشح  |
| 2006  | Saturn Awards                                      | Best Lead Actor in a Television Series                                                      | الضياع      | فاز   |
| 2006  | Golden Globe Awards                                | Best Lead Actor in a Drama                                                                  | الضياع      | ترشح  |
| 2006  | Screen Actors Guild Awards                         | Screen Actors Guild Award for Outstanding Performance by an Ensemble Cast in a Drama Series | الضياع      | فاز   |
| 2006  | Teen Choice Awards                                 | Choice TV Actor - Action/Adventure                                                          | الضياع      | ترشح  |
| 2006  | Teen Choice Awards                                 | Choice TV Chemistry (shared with Evangeline Lilly)                                          | الضياع      | ترشح  |
| 2007  | Saturn Awards                                      | Best Lead Actor in a Television Series                                                      | الضياع      | ترشح  |
| 2007  | Teen Choice Awards                                 | Choice TV Actor - Action/Adventure                                                          | الضياع      | ترشح  |
| 2008  | Saturn Awards                                      | Saturn Award for Best Actor on Television                                                   | الضياع      | فاز   |
| 2008  | Academy of Science Fiction, Fantasy & Horror Films | Best Actor on Television                                                                    | الضياع      | فاز   |
| 2008  | Prism Awards                                       | Performance in a Drama Series Episode                                                       | الضياع      | ترشح  |
| 2008  | Teen Choice Awards                                 | Choice TV Actor - Action/Adventure                                                          | الضياع      | ترشح  |
| 2009  | Saturn Awards                                      | Best Lead Actor in a Television Series                                                      | الضياع      | ترشح  |
| 2009  | Teen Choice Awards                                 | Choice TV Actor - Action/Adventure                                                          | الضياع      | ترشح  |
| 2009  | People's Choice Awards                             | Favorite TV Actor - Drama                                                                   | الضياع      | ترشح  |
| 2010  | Saturn Awards                                      | Best Lead Actor in a Television Series                                                      | الضياع      | ترشح  |
| 2010  | Emmy Awards                                        | Outstanding Lead Actor in a Drama Series                                                    | الضياع      | ترشح  |
| 2010  | Scream Awards                                      | Outstanding Television Performance                                                          | الضياع      | فاز   |
| 2010  | Scream Awards                                      | Outstanding Ensemble Cast                                                                   | الضياع      | ترشح  |
| 2010  | Scream Awards                                      | Outstanding Science Fiction Actor                                                           | الضياع      | ترشح  |

## أعمالة

### الأفلام
| سنة  | لقب                       | دور                    | Notes      |
| ---- | ------------------------- | ---------------------- | ---------- |
| 1993 | My Boyfriend's Back       | Buck Van Patten        |            |
| 2003 | A Token for Your Thoughts | Rock Star              | Short film |
| 2006 | Smokin' Aces              | Bill Security Super    |            |
| 2006 | We Are Marshall           | Red Dawson             |            |
| 2008 | Vantage Point             | Kent Taylor            |            |
| 2008 | Speed Racer               | Racer X                |            |
| 2012 | Alex Cross                | Picasso                |            |
| 2013 | Emperor                   | General Bonner Fellers |            |
| 2013 | World War Z               |                        |            |

### التلفيزون
| سنة       | لقب                     | دور              | Notes |
| --------- | ----------------------- | ---------------- | --- |
| 1992      | Wings                   | Ty Warner        | Episode: "Say It Ain't So, Joe"                                                                          |
| 1992      | Freshman Dorm           | Danny Foley      | Episodes: "Pilot" "Sex, Truth and Theatre" "The Last Sonnet" "The Scarlett Letter" "My Boyfriend's Back" |
| 1993      | CBS Schoolbreak Special | Charlie Deevers  | Episode: "If I Die Before I Wake"                                                                        |
| 1994–2000 | Party of Five           | Charlie Salinger | Series regular                                                                                           |
| 1995      | MADtv                   | Charlie Salinger | Episode: "Episode 1.6"                                                                                   |
| 1999      | Behind the Mask         | James Jones      | TV movie                                                                                                 |
| 2002      | Haunted                 | Frank Taylor     | 12 episodes                                                                                              |
| 2004–2010 | الضياع                  | Jack Shephard    | Series regular                                                                                           |
| 2007–2008 | Lost: Missing Pieces    | Jack Shephard    | TV mini episodes                                                                                         |

### ألعاب الفيديو
| Year | Title       | Role    | Notes |
| ---- | ----------- | ------- | ----- |
| 2008 | Speed Racer | Racer X | voice |

### الاخراج
| سنة  | لقب           | ملاحظات                    |
| ---- | ------------- | -------------------------- |
| 2000 | Party of Five | Episode:Taboo or Not Taboo |

## مقتطفات
اختارة شعب (الولايات المتحدة) في مجلة واحدة من أجمل 50 شخص في العالم 1996
اعلان ان عام2007بدايت اقلاعة عن التدخين

## روابط خارجية
- ماثيو فوكس على موقع IMDb (الإنجليزية)
- ماثيو فوكس على موقع ميتاكريتيك (الإنجليزية)
- ماثيو فوكس على موقع روتن توميتوز (الإنجليزية)
- ماثيو فوكس على موقع ألو سيني (الفرنسية)
- ماثيو فوكس على موقع أول موفي (الإنجليزية)
- ماثيو فوكس على موقع قاعدة بيانات الأفلام السويدية (السويدية)
- ماثيو فوكس على موقع إن إن دي بي (الإنجليزية)
- ماثيو فوكس على موقع قاعدة بيانات الفيلم (الإنجليزية)
- ماثيو فوكس على موقع كينوبويسك (الروسية)